# Bare (Rekovac)
Bare es un pueblo ubicado en la municipalidad de Rekovac, en el distrito de Pomoravlje, Serbia.

## Superficie
Posee una superficie de 1,349 kilómetros cuadrados.

## Demografía
Hasta 2011 la población era de 65 habitantes, con una densidad de población de 48,17 habitantes por kilómetro cuadrado.